# Bayou Country Club
Bayou Country Club – jednostka osadnicza w Stanach Zjednoczonych, w stanie Luizjana, w parafii Lafourche.